# Atoposmia copelandica
Atoposmia copelandica är en biart som först beskrevs av Cockerell 1908.  Atoposmia copelandica ingår i släktet Atoposmia och familjen buksamlarbin. Inga underarter finns listade i Catalogue of Life.